# Forêt amazonienne
 (novembre 2016).
Améliorez-le ou discutez des points à vérifier. 
Ne doit pas être confondu avec l'Amazonie, ni avec le fleuve Amazone.

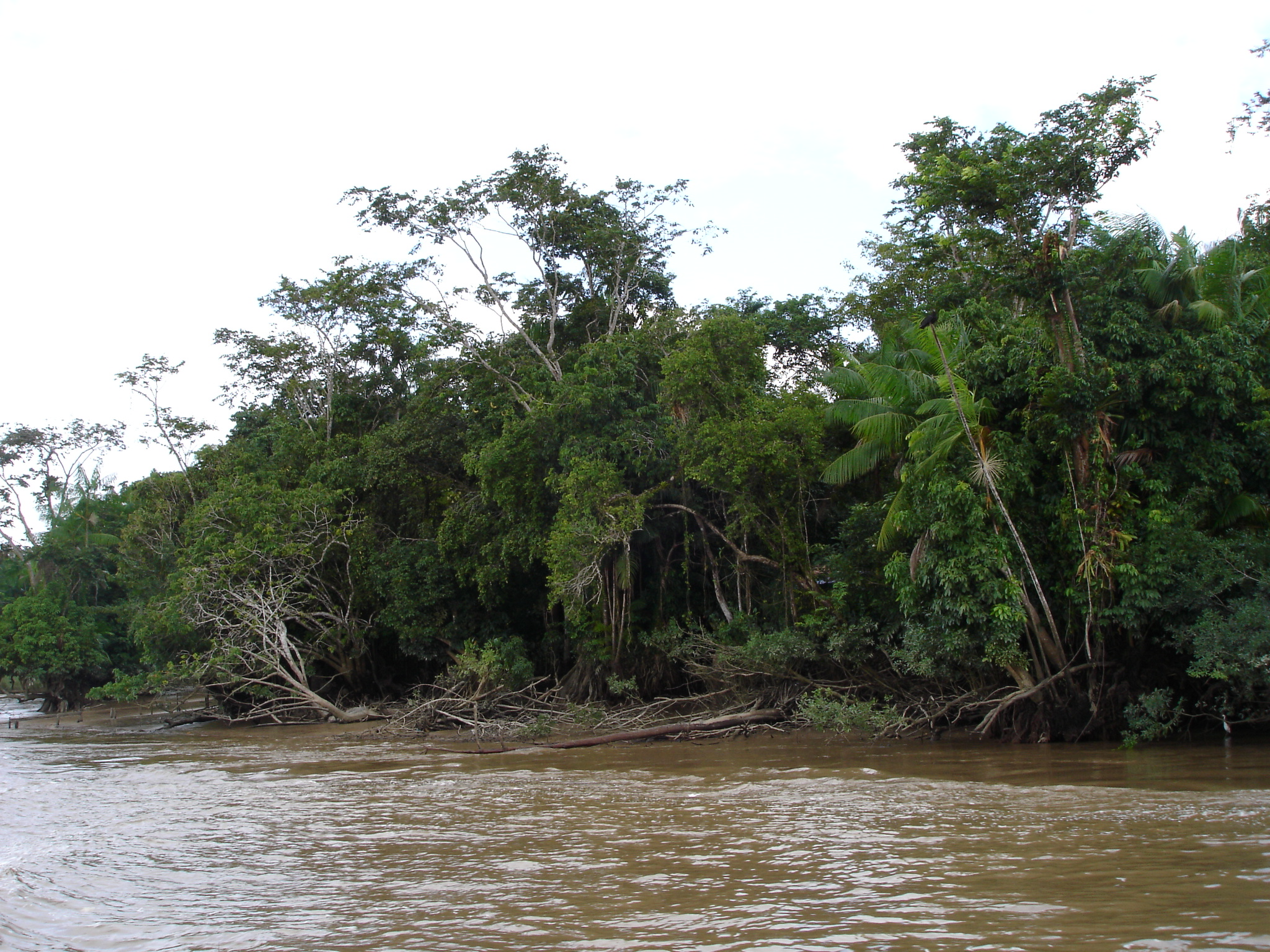
Les bords du fleuve Amazone dans l'État brésilien du Pará.

La forêt amazonienne (en portugais : floresta amazônica ; en espagnol : selva amazónica ; en anglais : Amazon rainforest ; en néerlandais : Amazoneregenwoud), également connue sous le nom d'« Amazonie » ou « jungle amazonienne », est une forêt équatoriale d'Amérique du Sud couvrant la totalité du bassin amazonien ainsi que des zones périphériques comme le plateau des Guyanes. Elle s'étend sur neuf pays, principalement au Brésil (63 %).
Avec près de 390 milliards d'arbres (16 000 espèces selon les estimations), 13 % des arbres de la planète (il y a presque 50 fois plus d'arbres dans la forêt amazonienne que d'êtres humains sur l'ensemble de la planète), la forêt amazonienne est l'une des trois plus importantes forêts primaires du monde. Elle est souvent — mais improprement — qualifiée de « poumon de la Terre » (en réalité l'océan mondial produit bien plus d'oxygène) ; elle produirait de 5 à 6 % de l'oxygène atmosphérique,. La déforestation libère du de CO2, ainsi l’Amazonie serait même devenue une source plutôt qu'un puits de CO2, pour cette raison des scientifiques appellent à ce que le dégradation de la forêt soit traitée dans l'agenda de la COP26 en novembre 2021.
C'est le plus grand réservoir de biodiversité au monde, menacé par le réchauffement climatique, l'orpaillage et la déforestation : depuis 1970, 18 % à 20 % de la forêt originelle ont disparu. Elle abrite trois grandes aires protégées : le complexe de conservation de l'Amazonie centrale au Brésil, le parc national de Manú au Pérou et le parc national Noel Kempff Mercado en Bolivie ; inscrites sur la liste du patrimoine mondial par l'organisation des Nations unies pour l'éducation, la science et la culture (UNESCO). Le parc amazonien de Guyane, en Guyane française, est le plus grand parc national français mais aussi le plus grand parc de l'Union européenne ; couvrant près de 34 000 km2, il constitue, avec le parc national des montagnes du Tumucumaque qui lui est adjacent, l'un des plus grands espaces naturels protégés au monde.

## Étymologie
L'aumônier de l'expédition Gaspard de Carvajal le 22 avril 1542, dans son journal de voyage racontant l'exploration de la région équatoriale d'Amérique du Sud, note que les Espagnols ont rencontré une tribu de femmes guerrières farouches, dont la reine se nommait Conor. Le chef d'expédition, Francisco de Orellana, appela le fleuve le fleuve des Amazones, parce que celles-ci lui rappelaient les légendaires femmes-guerrières Amazones d'Asie décrites par Hérodote et Diodore de Sicile dans la mythologie grecque. Les amazones d'Amazonie sont parfois représentées avec la peau blanche.

## Histoire et géographie
La Forêt amazonienne couvre 5,5 millions de km2 sur les 7,3 millions de km2 du bassin amazonien.
La forêt vierge s'est formée durant l'Éocène par suite de la baisse globale des températures tropicales lorsque l'océan Atlantique s'est suffisamment élargi pour fournir un climat chaud et humide au bassin amazonien. Elle existe depuis au moins 55 Ma. Auparavant, le biotope de la région était de type savane. Après l'extinction Crétacé-Tertiaire à la fin du Crétacé, il y a 65 Ma, la disparition des dinosaures et le climat plus humide ont permis son développement.
Durant l'Oligocène, la forêt couvrait une bande relativement étroite, en majeure partie au-dessus du 15e parallèle nord. Elle s'est élargie au cours du Miocène moyen, et s'est rétractée à nouveau lors de la dernière ère glaciaire pour regagner du terrain depuis 10 000 ans environ, permettant la survie et l'évolution d'une grande diversité d'espèces.

## Biodiversité

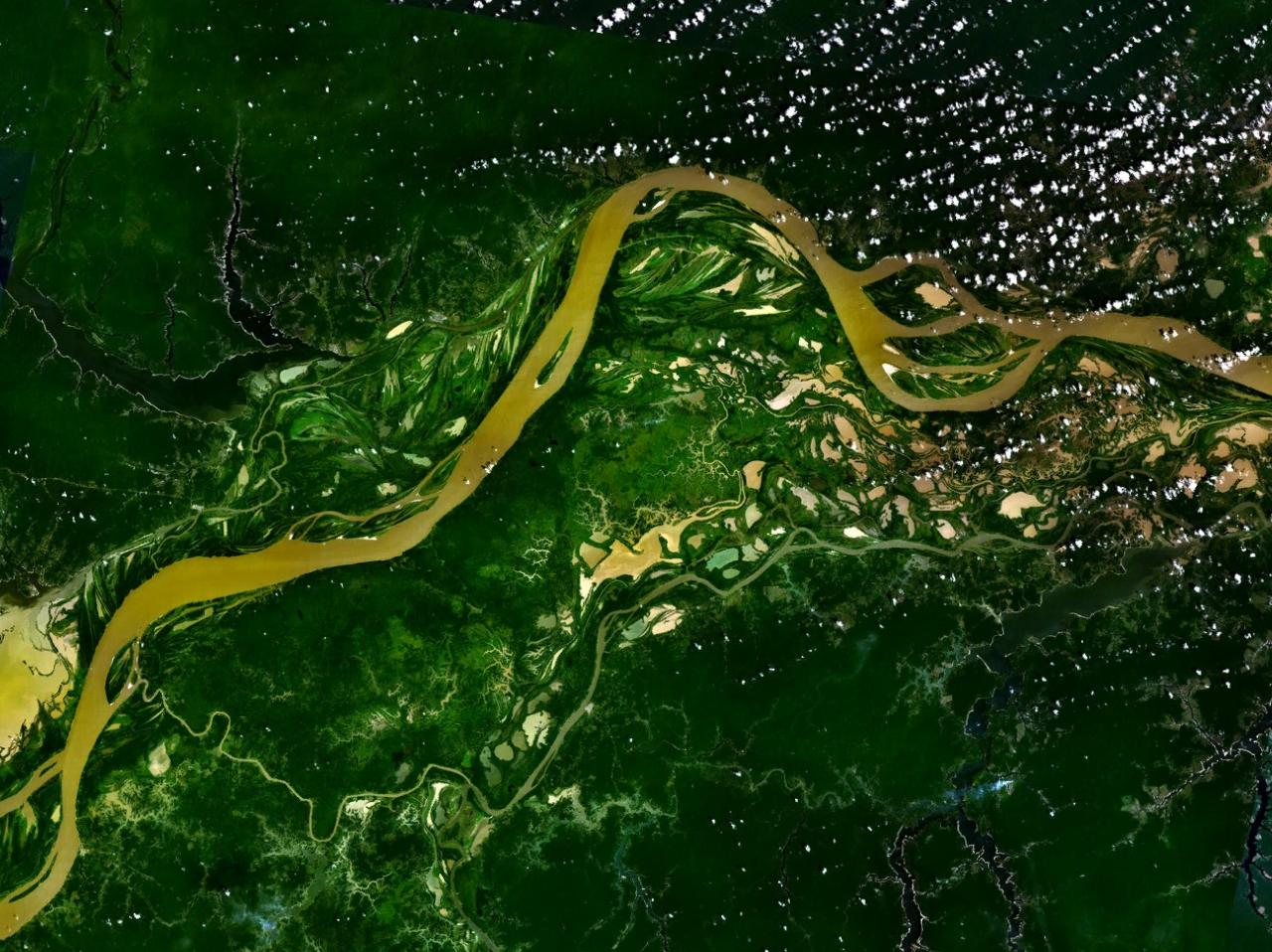
Le fleuve Amazone s'écoulant dans la forêt tropicale.

Selon le WWF, l'Amazonie comprend 50 à 70 % de la biodiversité mondiale. Les scientifiques proposent un chiffre plus modeste et évaluent cette biodiversité à 9,5 %,. La région abriterait environ 30 % des espèces d'insectes qui se concentrent essentiellement dans la canopée et au moins 14 000 espèces de plantes, 2 200 poissons, 1 294 oiseaux, 427 mammifères, 428 amphibiens et 378 reptiles ont été scientifiquement classés dans la région. Les scientifiques ont décrit entre 96 660 et 128 843 espèces d'invertébrés uniquement au Brésil. Une espèce d'oiseau sur cinq dans le monde vit dans la forêt amazonienne, et une espèce de poisson sur cinq vit dans ses rivières.

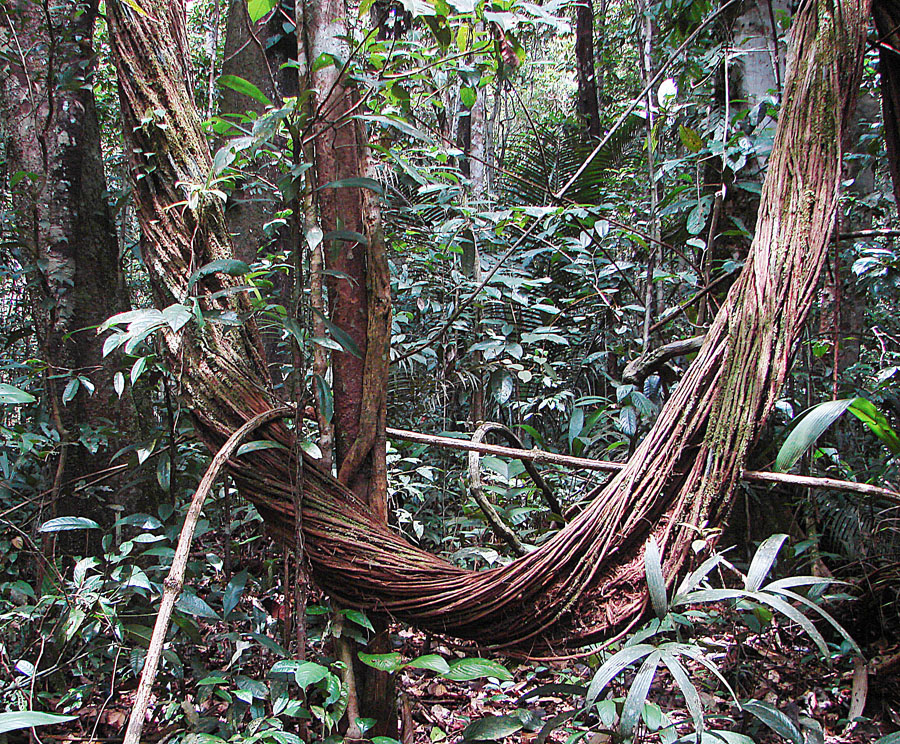
Liane.

En 2013, la forêt amazonienne est composée d'environ 390 milliards d'arbres et d'environ 16 000 espèces. L'inventaire de la forêt a été effectué par une équipe internationale de scientifiques dans une étude publiée le 18 octobre 2013. En raison de la taille immense de la forêt, ce résultat a nécessité la mise en commun du travail de plus d'une centaine de chercheurs du monde entier, dont six Français, rassemblés dans le réseau ATDN (Amazon Tree Diversity Network).
La diversité d'espèces de plantes est la plus importante sur Terre. La biomasse des arbres vivants en Amazonie centrale est de 365 ± 47 t/ha. Actuellement, environ 438 000 espèces de plantes ayant un intérêt économique et social ont été répertoriées dans la région, et beaucoup plus restent à découvrir ou à classifier.

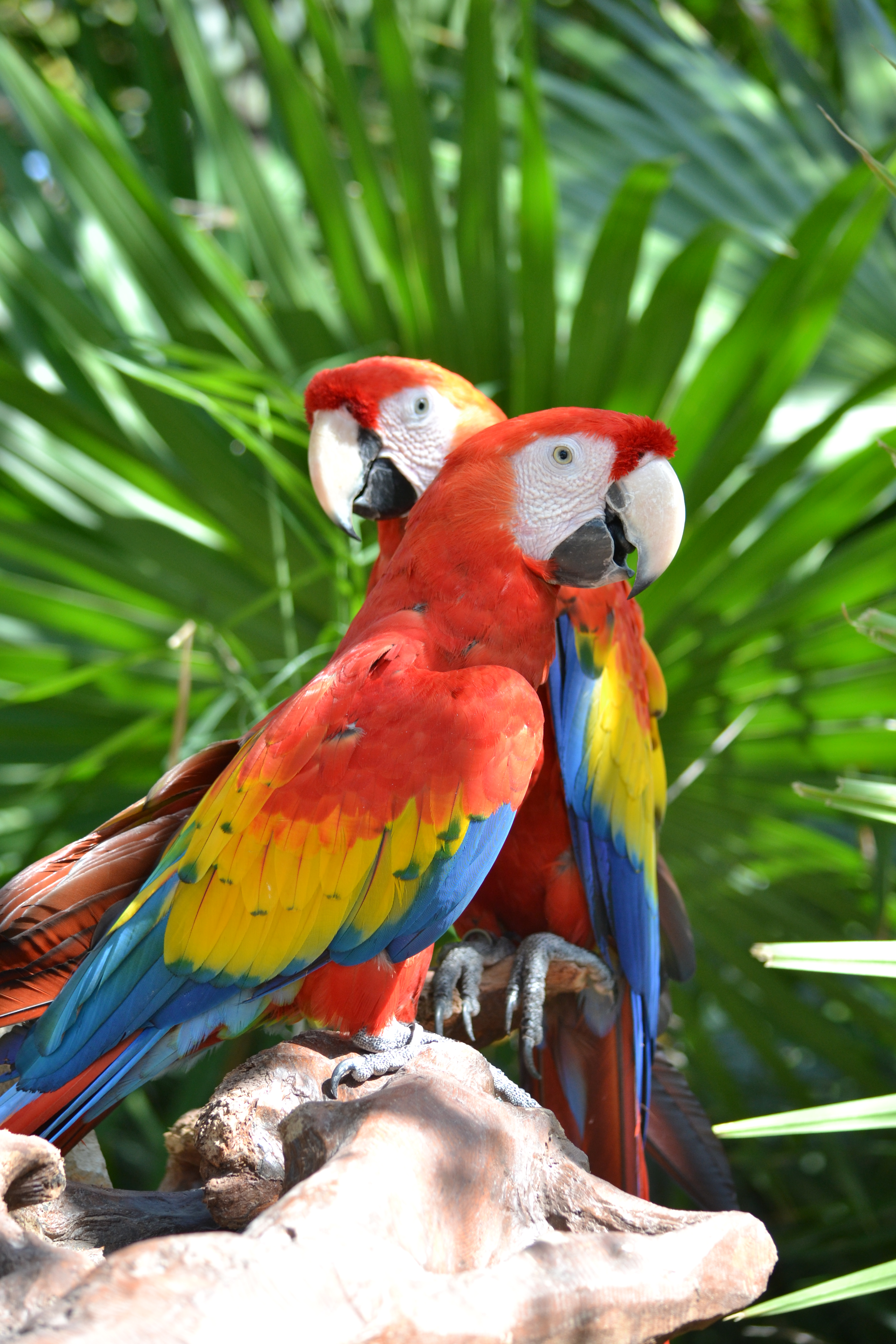
Ara rouge
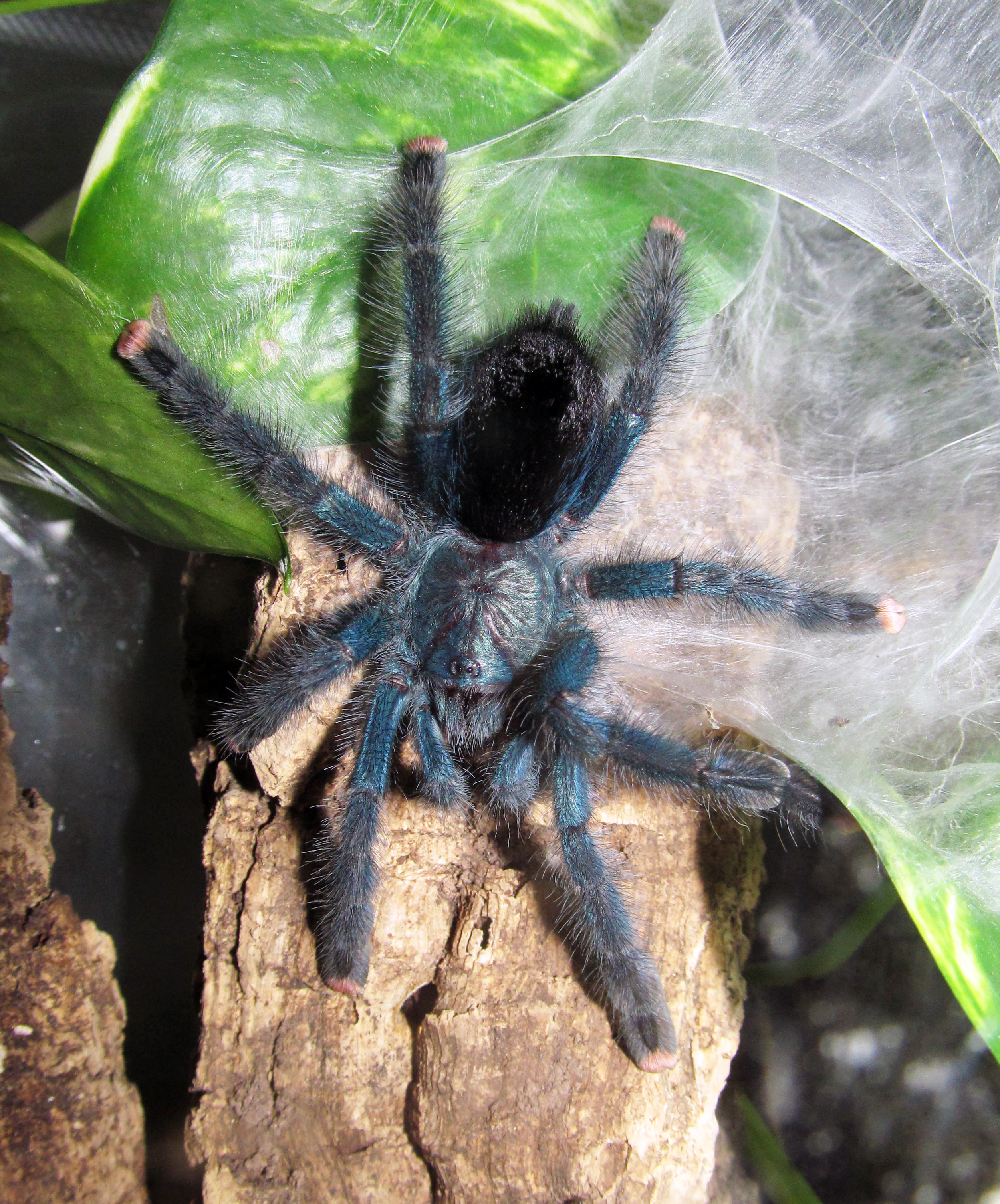
Mygalomorphae
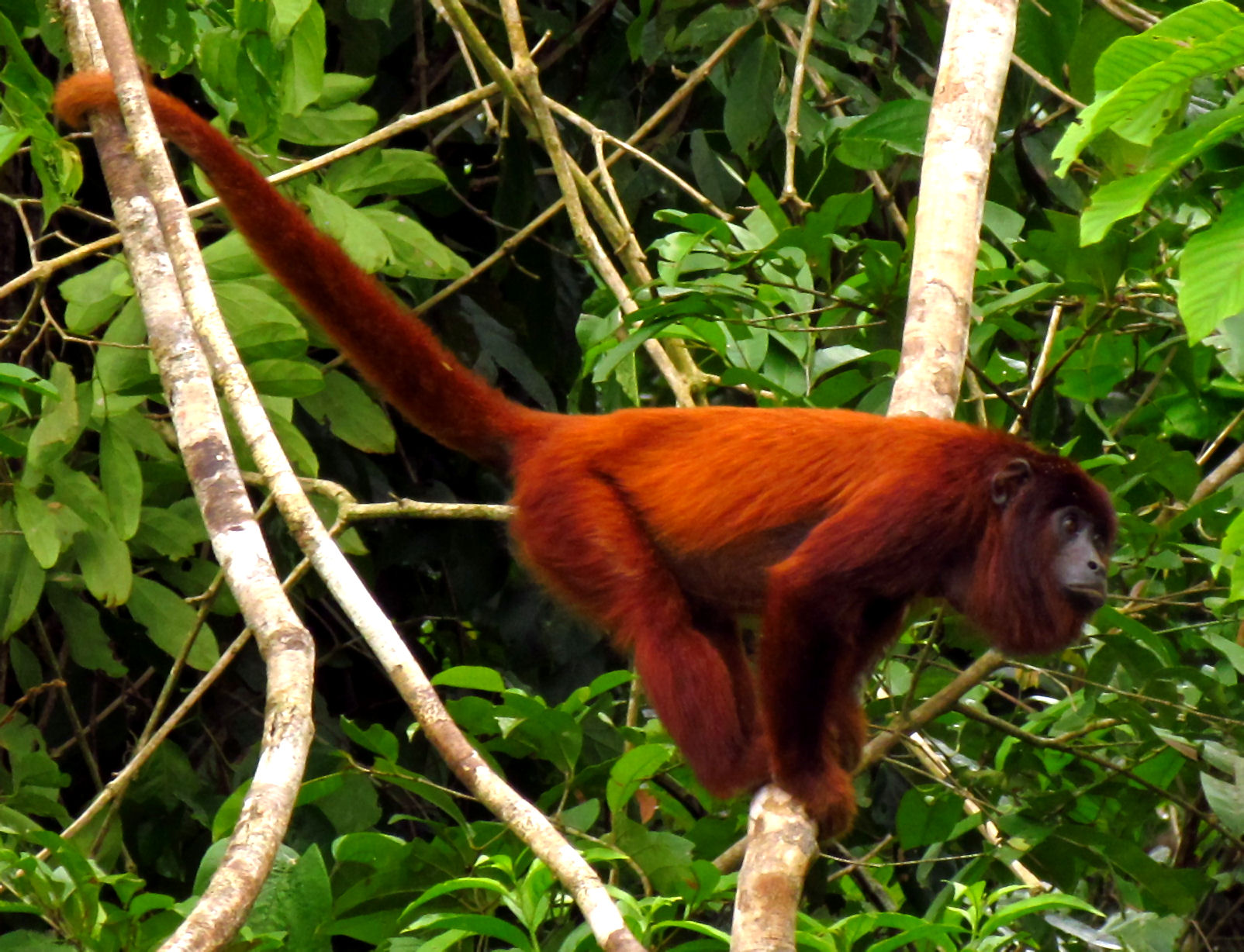
Alouate
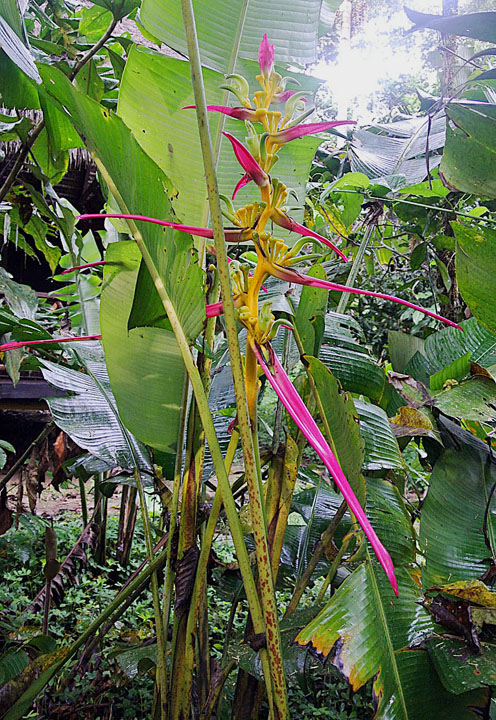
Heliconia
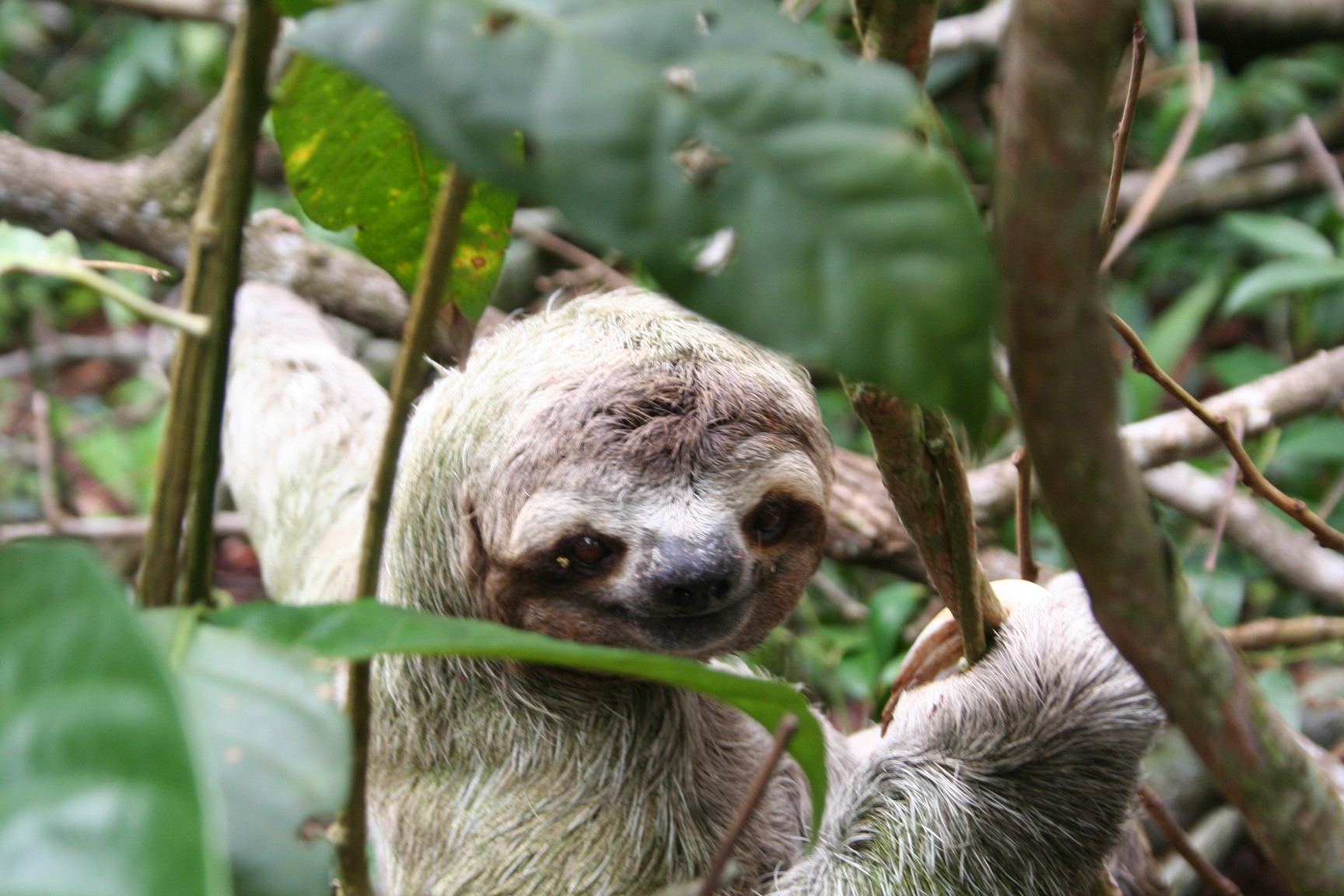
Paresseux à gorge brune
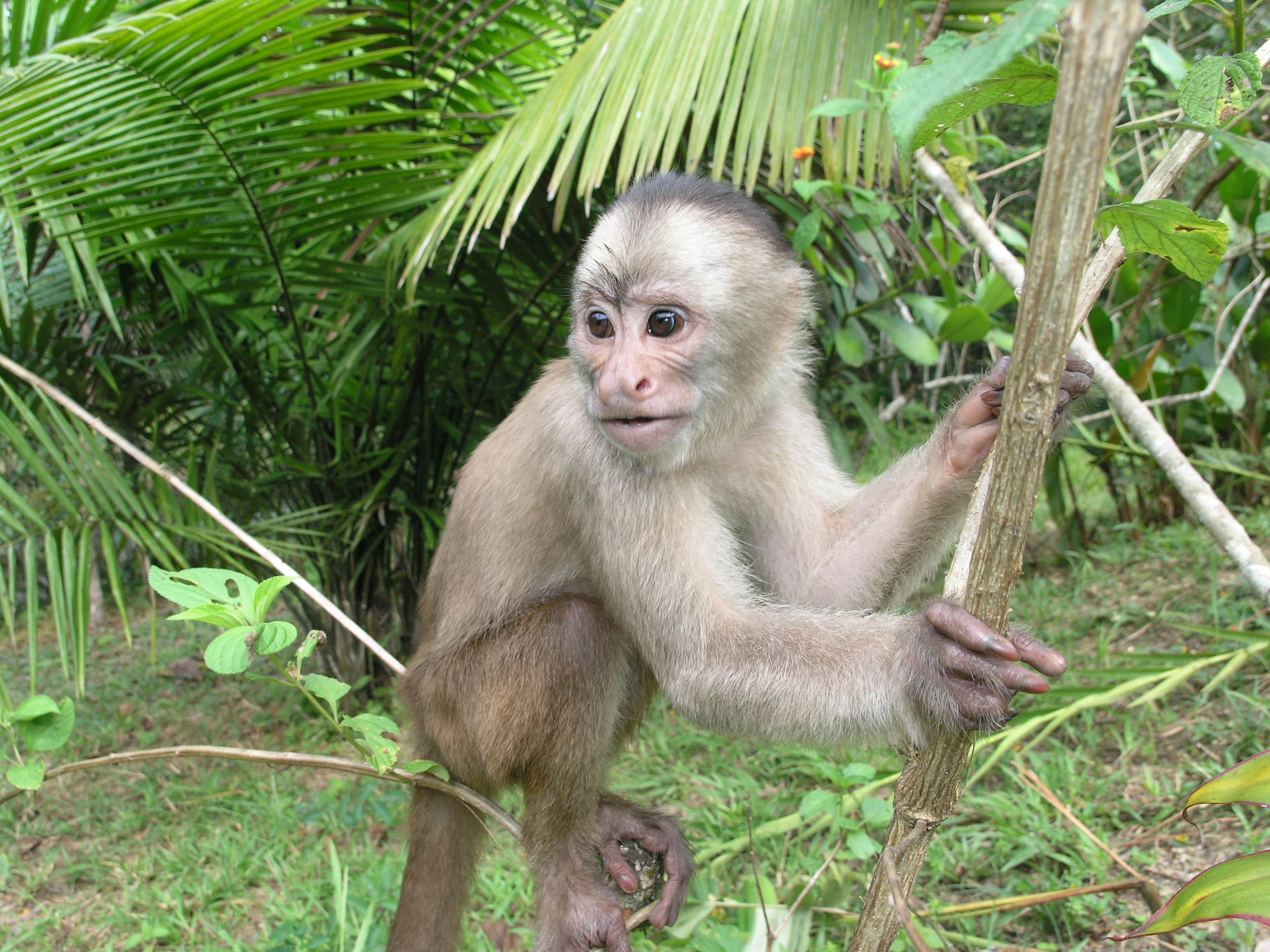
Cebus
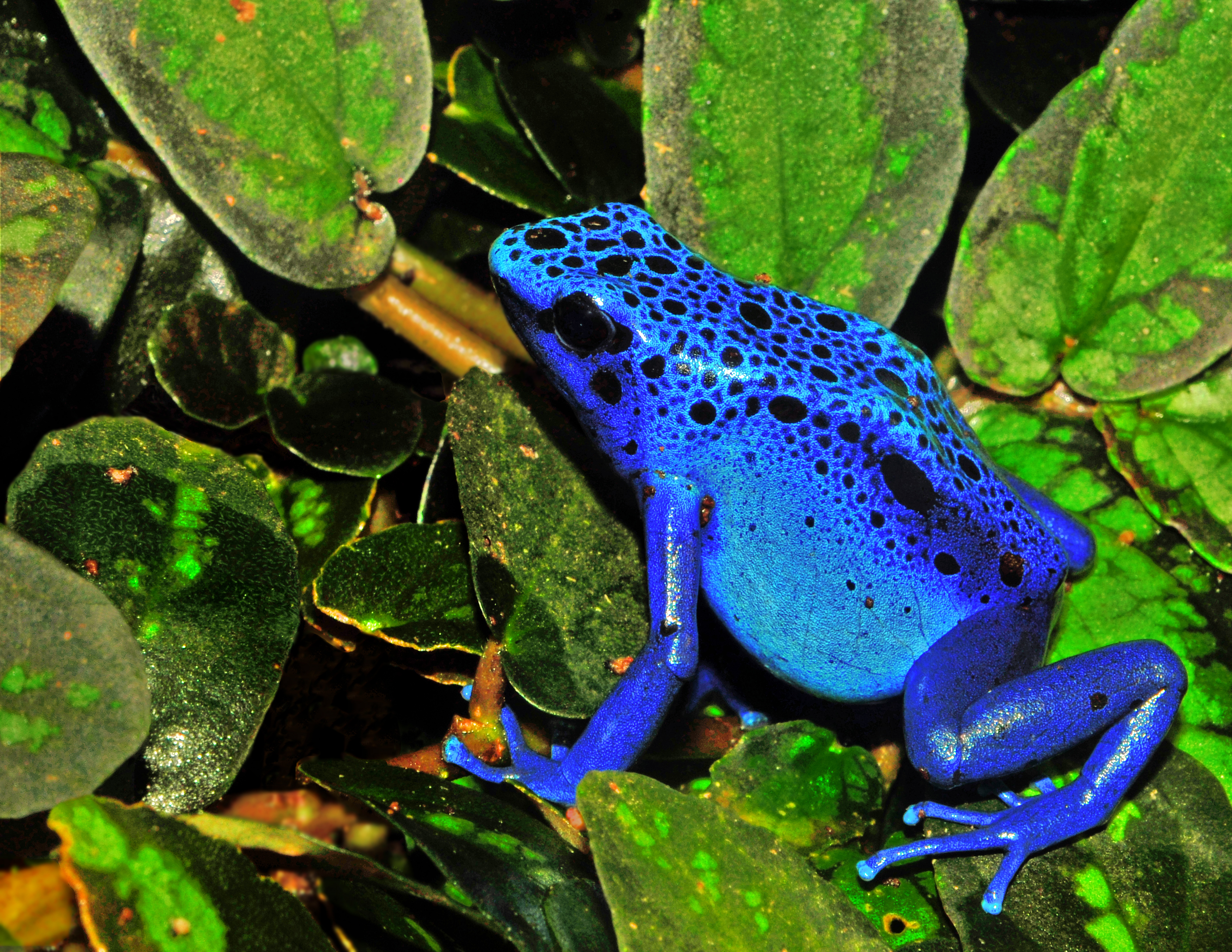
Dendrobates azureus
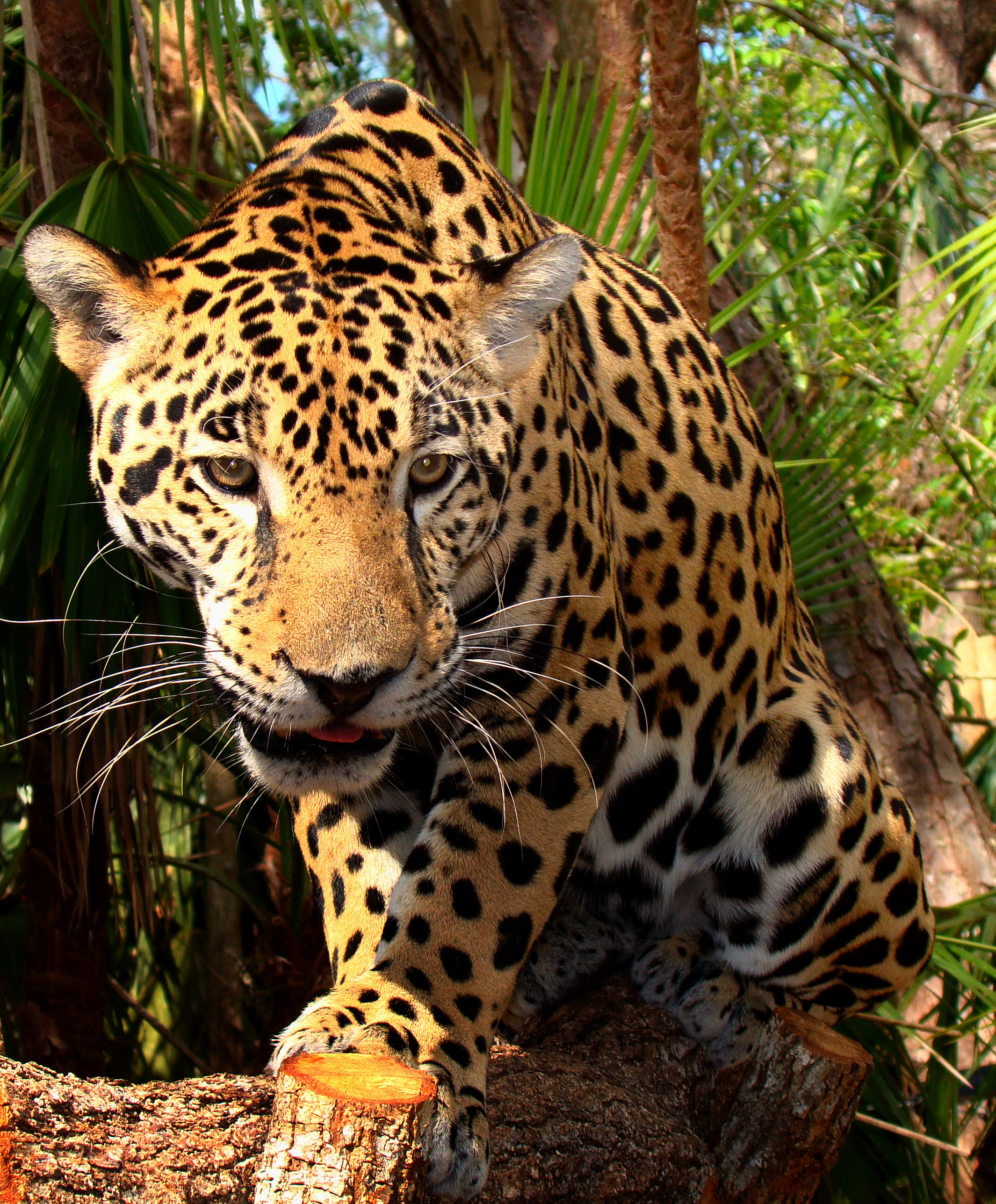
Jaguar
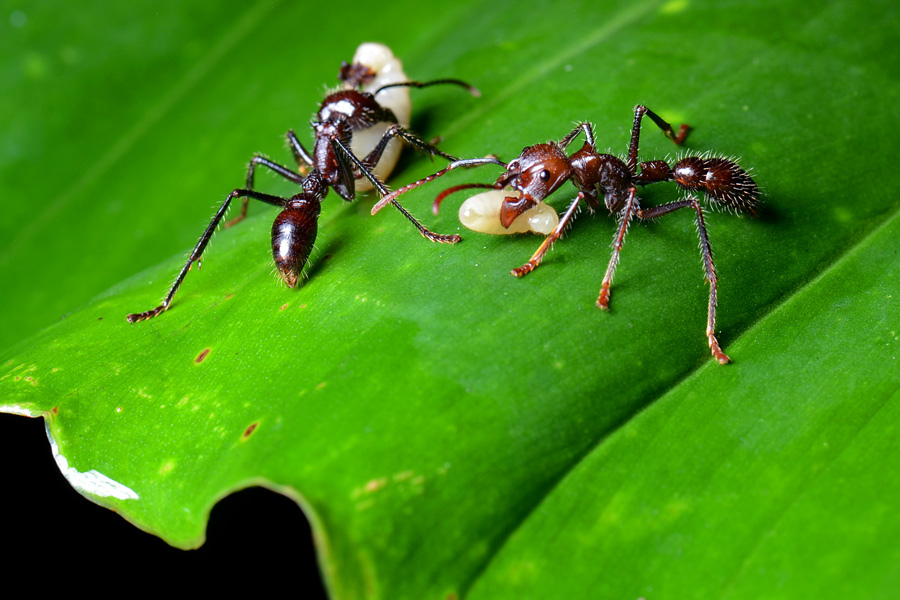
La fourmi paraponera (ou "fourmi balle de fusil")
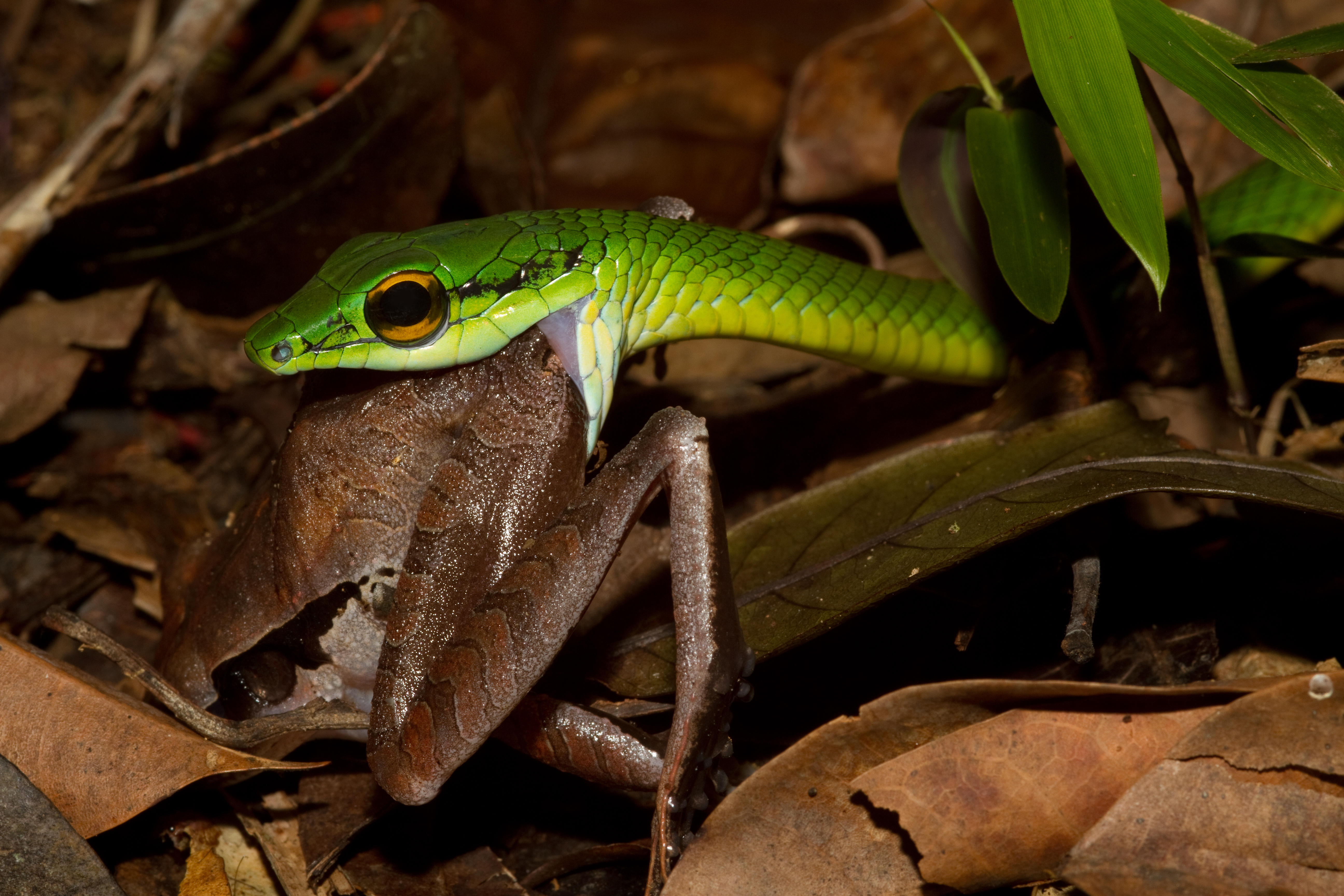
Leptophis ahaetulla
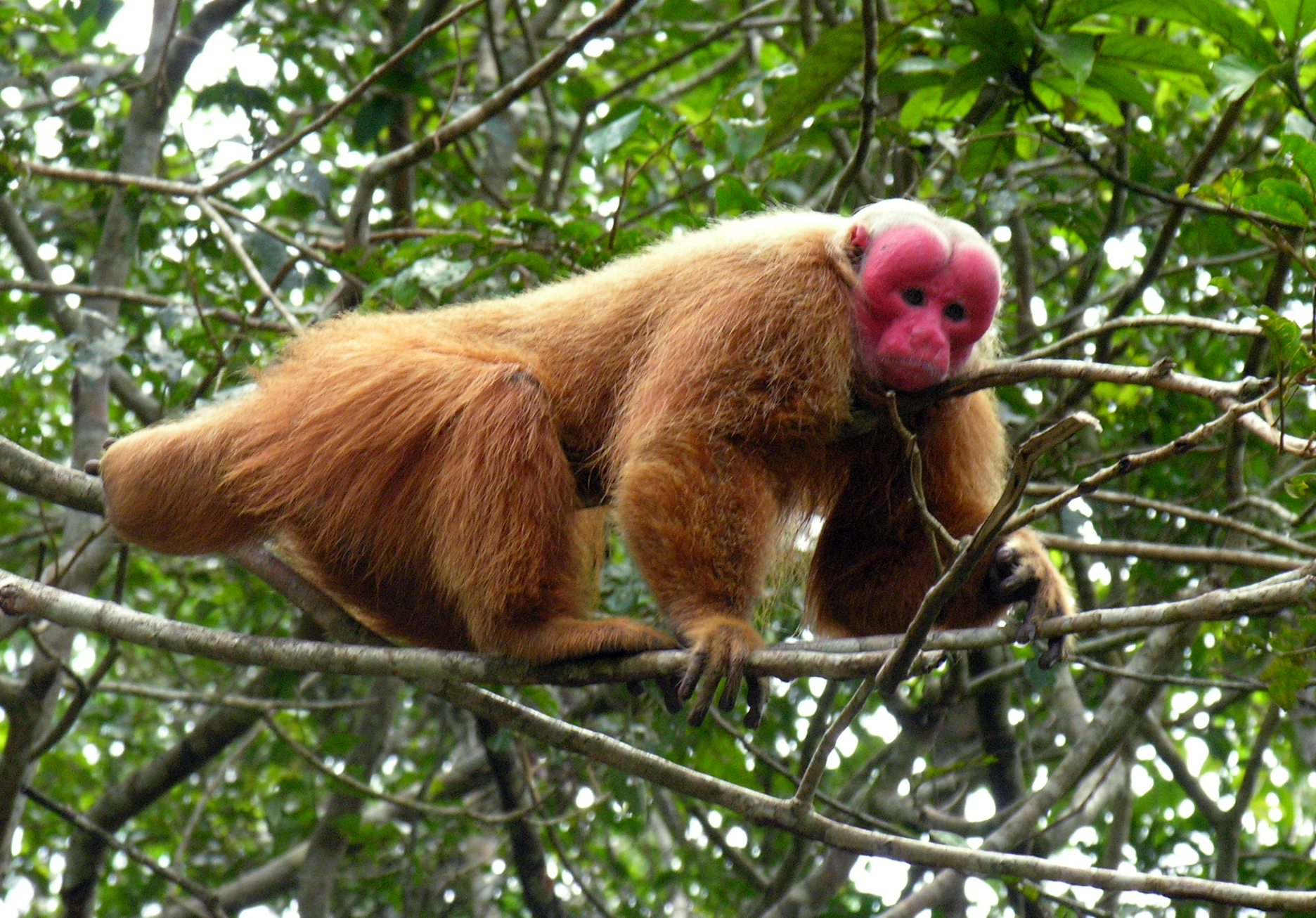
Ouakari chauve

## Écosystèmes

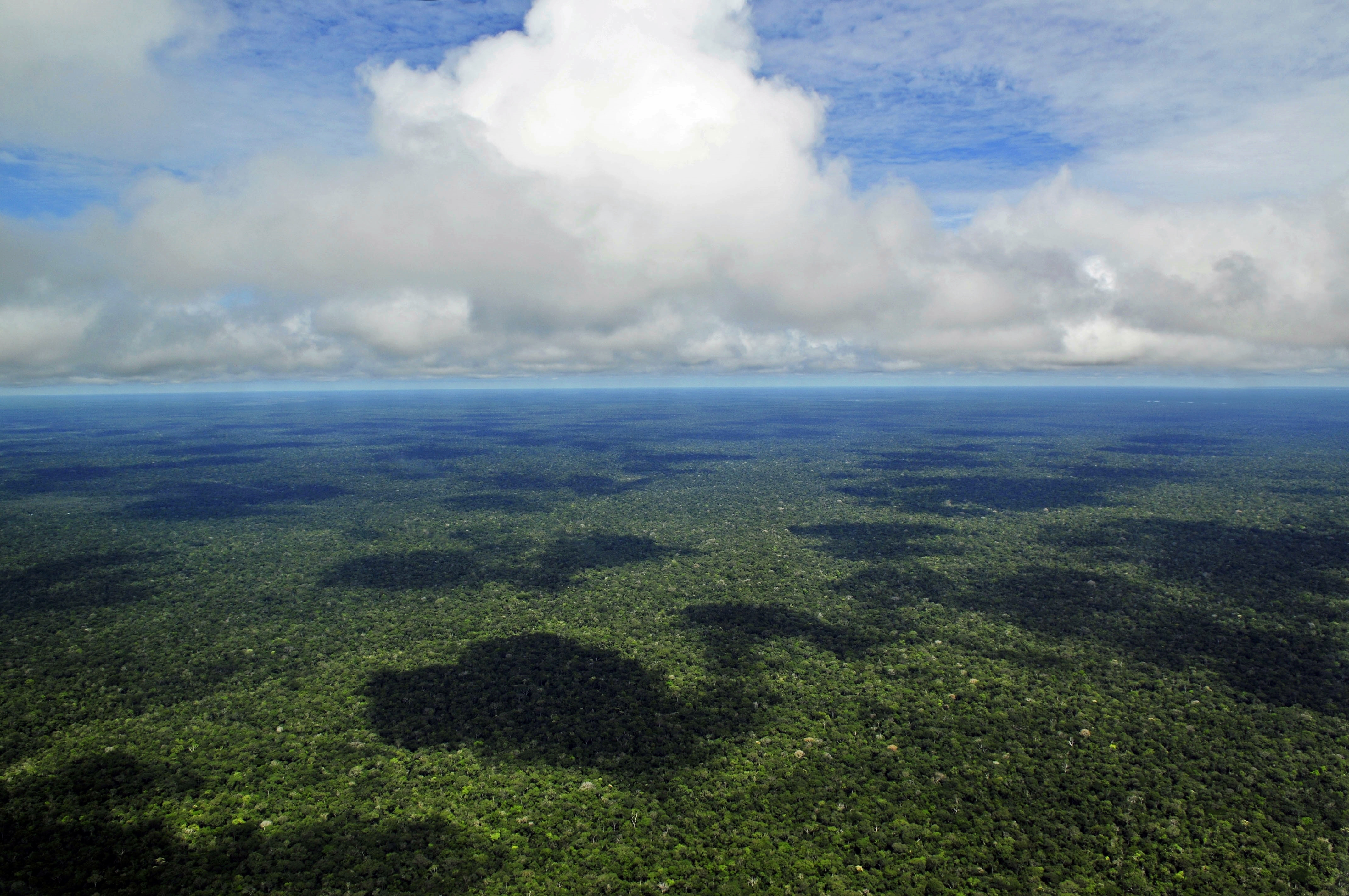
Forêt amazonienne.

- Forêt tropicale de plaine sempervirente : la plus riche et la plus diversifiée. Forte proportion de légumineuses. Genres représentés : Bertholletia, Bombax, Calycophyllum, Carapa, Cedrela, Cordia, Couroupita, Dimorphandra, Eperua, Eschweilera, Ficus, Goupia, Hevea, Hura, Hymenaea, Hymenolobium, Inga, Manilkara, Ocotea, Parkia, Pithecellobium, Platymiscium, Pouteria, Pterocarpus, Stychnos, Swartzia, Swietenia, Virola, Vochysia, Vouacapoua. Palmiers : Attalea, Astronium, Mauritia.
- Forêt sempervirente saisonnière : dans l'est et le nord-ouest, où les pluies sont inférieures à 2 000 mm/an. Le renouvellement des feuilles a lieu pendant la saison sèche.
- Forêt de campina : forêt sempervirente à feuillage coriace (caatinga amazonienne). Arbres de 20 à 30 m de hauteur du genre Eperua.
- Forêt de carrasco : faible couverture végétale, xérophile, arbustive (7 à 8 m), se développe sur les sols de sable blanc recouverts d'une mince couche d'humus noir.
- Forêt de varzea.
- Forêt d'igapo.

## Cycle de l'eau
La forêt joue un rôle majeur dans sa propre survie, en recyclant les précipitations : la végétation pompe l'eau du sol et la libère dans l'atmosphère sous forme de vapeur d'eau (via l'évapotranspiration), ce qui recharge l'atmosphère en humidité et contribue à former des nuages et de nouvelles précipitations. Chaque arbre est ainsi un climatiseur naturel. L'évapotranspiration qui peut atteindre 2 m d'eau par an, et renvoie près de 50 % du volume des précipitations dans l'atmosphère sous forme de vapeur d’eau. Cela crée d'importants continuum thermo-hygrométrique. Certains chercheurs parlent d'« hydroclimat » pour décrire ce phénomène,. Dans les parties les plus humides du massif amazonien, une molécule d'eau traversant la région peut tomber sous forme de pluie, être évaporée ou évapotranspirée puis retomber sous forme de pluie jusqu'à six fois de suite avant de quitter la région ou aboutir en mer. La forêt génère ainsi des « rues de nuages » produits par les grands cours d'eau du bassin amazonien,[pas clair] ainsi que des rivières volantes (« rivières aériennes de vapeur »), réduisant certains effets du dérèglement climatique,.
Les arbres des forêts émettent des composés organiques volatils (isoprène, monoterpène) et des aérosols carbonés biogéniques (bactéries, spores de champignons) qui agissent dans l'atmosphère comme noyaux de condensation favorisant la formation de précipitations.

## Assèchement, réchauffement et menaces pour la forêt
Au XXe siècle, la température moyenne a augmenté de 1 à 1,5 °C en Amazonie. De 2005 à 2020, trois sécheresses graves ont été enregistrées, et de 1970 à 2020 la saison sèche est passée de quatre mois à près de cinq dans plusieurs régions, alors que les neiges et glaciers andins qui alimentent le bassin amazonien en eau montrent des signes de rapide déclin. Le cycle de l'eau, intrinsèquement liée à la forêt dans cette région du monde, pourrait donc être perturbé à grande échelle.
Parmi d'autres biomarqueurs on a montré récemment (2018, 2019) que la composition de la forêt est déjà en train de changer en réponse au réchauffement ; les arbres typiques de la forêt équatoriale humide (Essences légumineuses du genre Inga par exemple) régressent ou disparaissent au profit d'essences adaptées aux climats plus secs, tel le Noyer du Brésil (Bertholletia excelsa), ce qui impliquerait de revoir les stratégies agricoles et de protection de la biodiversité.
Durant les graves sécheresses de 2005, 2007 et 2010, la part touchée par les incendies et feux de sous-bois a dépassé celle de la déforestation directe par l'Homme. En dix ans, 85 500 km2 ont été ainsi détruits (près de 3 % du massif amazonien).
Mi-août 2019, lors des feux de forêt de 2019 en Amazonie, l'Institut national de recherches spatiales avait déjà répertorié « 39 194 feux » depuis janvier soit une augmentation de 77 % du nombre d'incendies par rapport à la même période en 2018. Cette tendance a été pour partie attribuée à la rhétorique anti-environnementaliste du nouveau président Jair Bolsonaro et de son gouvernement.
Fin 2019, les pays du G7 ont proposé au Brésil un soutien financier d'au moins 20 millions d'euros pour lutter contre les feux de forêt, soutien refusé par J. Bolsonaro qui a répondu qu'il est plus pertinent de planter de nouvelles forêts en Europe (en fait en France, au Danemark, en Chine et dans de nombreux pays, les surfaces arborées regagnent du terrain, sans toutefois pouvoir compenser les émissions de CO2 de ces pays).
Dans le même temps la connectivité écologique et le cycle de l'eau sont très perturbés par les grands barrages situés entre les Andes et les estuaires : 142 barrages existaient en 2018 et 160 étaient en projet sur des rivières coulant des Andes vers l'Amazonie, affectant déjà six des huit grands sous-bassins andins de l'Amazone. Les projets de barrages fragmenteront aussi cinq des huit principaux systèmes - Napo, Marañón, Ucayali, Beni et Mamoré, sachant que 671 espèces de poissons d'eau douce ont récemment été identifiés dans les parties hautes (> 500 m) de ces rivières, dont des espèces endémiques et migratrices. Enfin ces rivières andines apportaient l'essentiel des sédiments de l'Amazonie principale ; les barrages affecteront donc aussi l'hydrogéomorphologie des plaines inondables et les services écosystémiques.

### Point de non-retour proche?
Il y a un consensus pour dire qu'au delà d'un certain seuil, le recul des arbres (déforestation, feux et sécheresses) induit une diminution des précipitations et de l'hygrométrie, qui à son tour tue une partie des arbres ; plusieurs études concluent même à une possible savanisation des parties déforestées de l'Amazonie avant 2100,, (et avec une grande perte de biodiversité).
Selon un modèle récent (2018) « Seule l'Amazonie occidentale près des montagnes des Andes resterait luxuriante - là, les courants d'air sont forcés de remonter sur les montagnes, provoquant la condensation de la vapeur d'eau et la chute sous forme de pluie ».
En février 2018, puis fin 2019, Carlos Nobre (climatologue de l'Université de São Paulo) et Thomas Lovejoy ont alerté sur le fait que l'Amazonie est peut-être beaucoup plus proche d'un point de non-retour qu'on le pensait jusqu'alors,,, montrant que supprimer 20 à 25% de la forêt tropicale pourrait conduire à un point de basculement vers la savane (pour l'Amazonie orientale, méridionale et centrale). Selon eux, il reste peu de temps pour sauver ce massif : « Si la mortalité des arbres que nous constatons se poursuit pendant encore 10 à 15 ans (jusqu'en 2030-2035), alors le sud de l'Amazonie se transformera en savane ». D'autres chercheurs, comme Paulo Brando (écologie à l'Université de Californie), estiment qu'il faudrait plus de 20% de perte pour définitivement perdre l'Amazonie ou que le phénomène pourrait être plus lent, mais tous admettent l'existence d'un point de bascule et la nécessité d'agir pour ne pas l'atteindre qui n'induirait pas qu'un effondrement régional de la biodiversité : des milliards de tonnes de CO2 seraient émises dans l'atmosphère par les feux et la décomposition de milliards d'arbres, modifiant le climat et notamment la pluviométrie à bien plus grande échelle, voire dans le monde. Peter Cox, climatologue à l'Université d'Exeter, l'un des premiers à avoir tenté de calculer un point de basculement pour l'Amazonie estime qu'on manque de données pour le calculer et ajoute que « cette idée pourrait donner la fausse impression que l'Amazonie est en sécurité en dessous d'un certain seuil de déforestation et condamnée au-dessus ». En 2022, un rapport du RAISG (Red Amazonica de Informacion Socioambiental Georreferenciada) affirme que depuis 1985, 26% de la forêt amazonienne a en effet été perdue (20%) ou se trouve en état de dégradation avancée (6%), ce qui serait donc au-delà du point de basculement généralement admis,.
Un fort déclin des pollinisateurs est également attendu : une projection faite à partir de données disponibles sur 216 espèces d'abeilles de la forêt nationale de Carajás (Amazonie orientale, Pará, Brésil) conclut que 95 % des espèces d'abeilles déclineront dans toute leur aire de répartition, et que seules 15 à 4 % (espèces ubiquistes ou généralistes) trouveront des habitats climatiquement appropriés dans la zone d'étude (Carajás), probablement au détriment de la production agricole,.

## Activités humaines

### Témoignages anciens de présence humaine au sein de la biodiversité végétale
L'Amazonie est souvent présentée comme l'une des forêts primaires portant le moins de traces de l’homme. Pour les botanistes, cette forêt vierge a néanmoins été façonnée par les activités des peuples anciens qui y ont notamment changé la répartition des arbres.
Par exemple les descendants de palmiers de culture sont cinq fois plus susceptibles d'être représentés en Amazonie que les palmiers naturels, particulièrement autour des vestiges de colonies précolombiennes - ou dans les zones très habitées avant l'arrivée de Christophe Colomb. Des motifs végétaux visibles d’avion pourraient même aider les archéologues avec l’aide de botanistes à découvrir des vestiges de colonies humaines encore inconnus.
Une base de données dénommée Amazon Tree Diversity Network a été produite par des universitaires pour évaluer les modèles de biodiversité de la forêt pluvieuse, avec un focus sur 4 962 espèces d’arbres et palmiers (dont 85 domestiquées). Parmi ces derniers environ 20 tels que Bertholletia excelsa (produisant la noix du Brésil) et Theobroma cacao (à l‘origine du chocolat) semblent sur-représentés. Pour savoir si l’Homme ou l'environnement pouvaient expliquer ceci, on a étudié la répartition des espèces domestiquées sur plus de 3 000 sites archéologiques précolombiens connus et dans des zones de peuplement connues ou probables, notamment près des berges : ces espèces domestiquées y étaient en effet statistiquement plus fréquentes que les espèces non domestiquées. Environ 20 % de la répartition de ces espèces domestiquées serait explicable par l’influence humaine et 30 % probablement due à des facteurs environnementaux (pédologie notamment). Dans le sud-ouest de l’Amazonie autrefois occupé par les précolombiens, 30 % de la distribution des espèces domestiquées résulterait de la présence humaine alors que moins de 10 % dépendrait de facteurs environnementaux.
La part des origines humaines et naturelle de ces espèces reste difficile à établir car, comme le rappelle Crystal McMichael[réf. nécessaire] (paléoécologue de l'université d'Amsterdam), les peuples anciens, tout comme les populations modernes s'installent préférentiellement dans des régions semblables riches en ressources. Ils ont pu être attirés par des régions déjà riche en espèces utiles pour eux tout en créant ou entretenant des conditions plus favorables aux plantes domestiquées qu’à leurs parents sauvages note Mark Bush (écologue de l'Institut de technologie de Floride à Melbourne). En outre des espèces domestiquées pourraient re-coloniser des zones perturbées (par des tempêtes, chablis, incendies ou érosions de berges par exemple) plus facilement que les non-domestiqués ; sans aide humaine. Ainsi l'abandon des sites mayas d’Amérique centrale a permis à des arbres du genre Brosimum de spontanément (re)coloniser la région, là où les chercheurs ont longtemps cru que les Mayas les avaient délibérément plantés,. Levis et son équipe pourraient observer un phénomène similaire estime Bush. L’influence humaine sur les écosystèmes se poursuit de nos jours : la répartition actuelle et future de la flore amazonienne est modifiée par des établissements humains modernes et anciens. la compréhension de ces modèles devrait permettre de trouver des endroits où les gens ont vécu il y a des milliers d'années.

### Déforestation

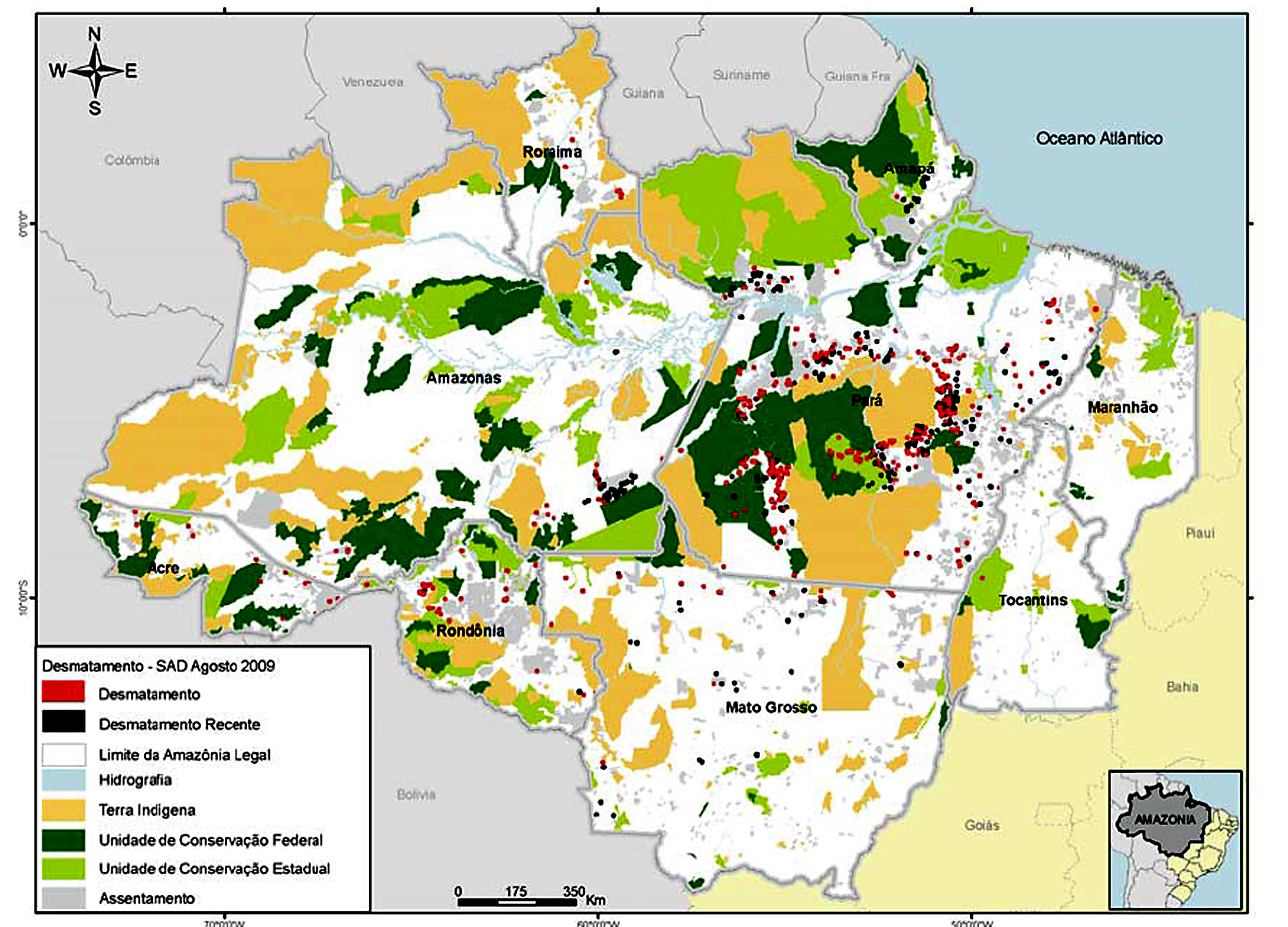
Déforestation, statuts et occupation de l'Amazonie brésilienne en août 2009. Les points rouges indiquent les zones de déforestation et les points noirs celles les plus récentes. Sources : Imazon/Agência Brasil

Dans la région, la déforestation consiste essentiellement à convertir les zones boisées en champs agricoles. Plus du cinquième de la forêt amazonienne a déjà été détruit, et celle qui reste est menacée. En dix ans, la surface de forêt perdue en Amazonie atteint entre 415 000 et 587 000 km2 ; à titre de comparaison la France a une superficie totale (sans les territoires d'outre-mer) de 547 030 km2. La majeure partie des terres converties sert à produire de la nourriture pour le bétail (cifor 2004 .)
Au Brésil, l' INPE (Instituto Nacional de Pesquisas Espaciais /Institut national de recherche spatiale) produit tous les ans des chiffres sur la déforestation. Leur estimation est basée sur 100 à 220 images prises durant la saison sèche par les satellites du programme Landsat, et considère uniquement la perte du biome de la forêt amazonienne, pas la perte d'espace naturel ou de savane dans la forêt. Selon l'INPE, le biome de la forêt amazonienne, originellement de 4 100 000 km2 au Brésil, a été réduit à 3 403 000 km2 en 2005, ce qui représente une perte de 17,1 %.
Selon un scénario de la Banque mondiale, on envisage, au rythme actuel, que 40 % de l'Amazonie aura disparu en 2050. Selon le Fonds mondial pour la nature (WWF), c'est 55 % d'ici 2030. Certaines hypothèses, et leurs conséquences sur le climat mondial, sont encore plus alarmistes,.

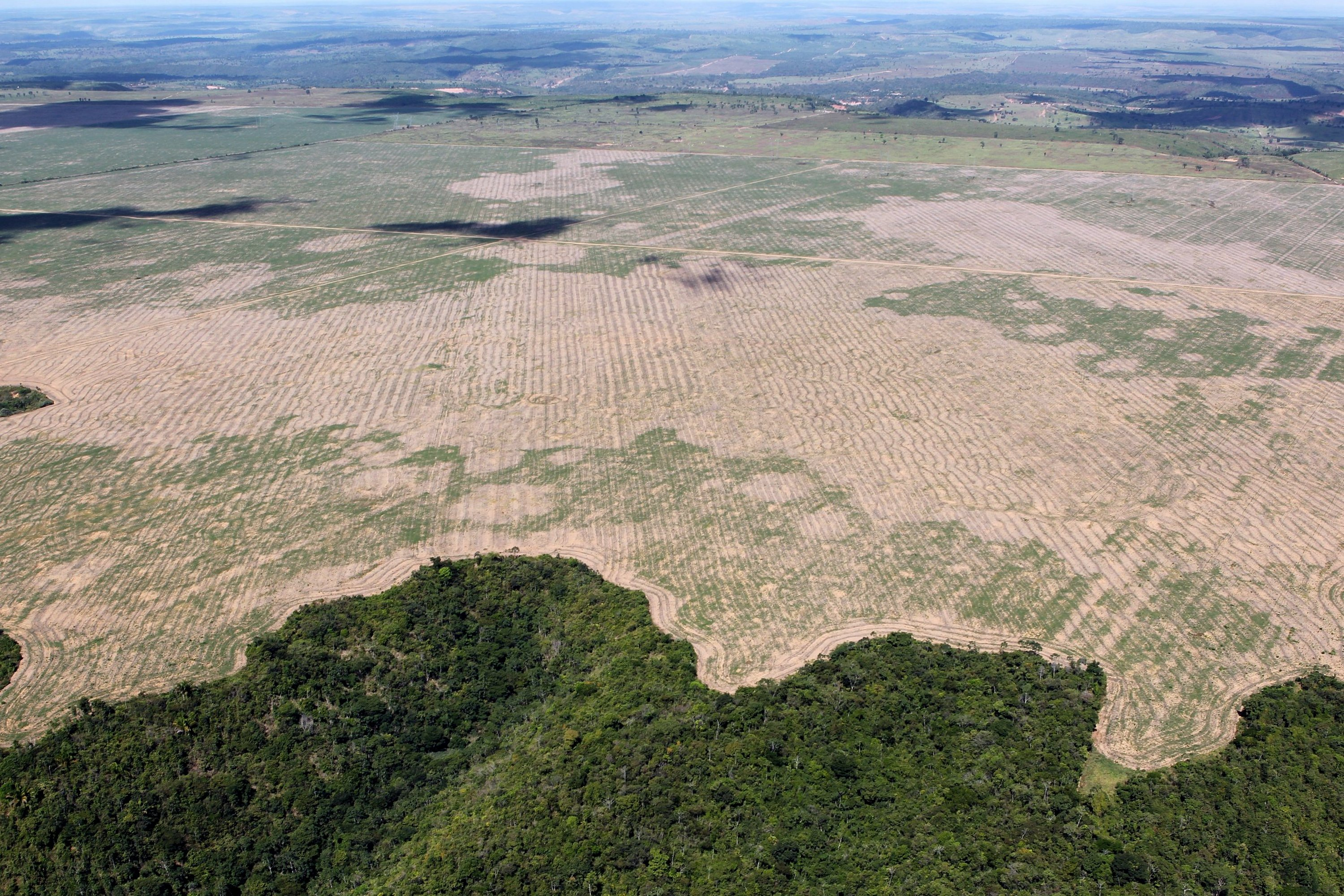
Déforestation en Amazonie brésilienne en 2016.

La production de viande et de produits laitiers serait à l'origine de 80 % de la déforestation de la forêt amazonienne.

#### Protection de la forêt
Des lois visant à protéger la forêt commencent à apparaitre après la chute de la dictature, malgré de fortes réticences des milieux militaires et conservateurs. En décembre 1991, l’ancien ministre des armées Leônidas Pires Gonçalves, dans un entretien donné à la presse, explique que le secrétaire d’État à l’environnement lui inspire « la même haine que celle qu’il avait éprouvée jadis pour le dirigeant communiste Luís Carlos Prestes ».
À l'étranger, après la découverte des destructions considérables causées par la dictature militaire, des personnalités suggèrent une mise sous tutelle internationale de l'Amazonie. Cette idée est toutefois largement rejetée au Brésil. En novembre 2000, au cours d’un débat dans une université américaine, Cristovam Buarque, l’un des dirigeants du Parti des travailleurs, est interrogé sur l’idée d’internationaliser l’Amazonie et donne une réponse demeurée célèbre au Brésil : « Si les États-Unis souhaitent internationaliser l’Amazonie afin de ne pas courir le risque de l’abandonner à la responsabilité des seuls Brésiliens, alors internationalisons également l’arsenal nucléaire américain. Ne serait-ce que parce que les États-Unis ont déjà fait la démonstration qu’ils sont capables de l’utiliser, provoquant une destruction bien supérieure aux incendies (…) que nous observons au Brésil ».
La France a créé, en 2007, le parc amazonien de Guyane, qui, avec les réserves brésiliennes, forme la plus vaste aire protégée de forêt tropicale au monde.
En septembre 2017, l’entreprise Rock in Rio a décidé, jusqu'en 2023, de reboiser 30 000 hectares de forêt Amazonienne au Brésil soit 0,005 % de la superficie totale, en plantant 73 millions d'arbres, dont 200 types de graines différentes. C'est le plus grand projet de reforestation au monde. Les chances de succès des projets de restauration dépendent aussi de l'évolution future du climat et de la gestion des feux et des herbivores. Dans la partie péruvienne de la forêt, le Centro de Innovación Científica Amazónica a entrepris d'aider les gestionnaires de la réserve nationale Tambopata à lancer un programme de reforestation afin de réhabiliter les parcelles défrichées et dégradées par les orpailleurs.
Début 2020, un ample collectif d’organisations comme la CONFENIAE et l’AIDESEP, la Fondation Pachamama, Amazon Watch ou Pachamama Alliance guidées par les communautés indigènes d’Amazonie ont proposé de protéger la zone des Bassins Sacrés (Cuencas Sagradas), ses 30 millions d’hectares de forêt tropicale et les 500 000 indigènes de plus de 25 nationalités différentes vivant en son sein, dont certains en isolement volontaire, en lançant l'initiative Bassins Sacrés, Territoires pour la Vie.

### Appauvrissement des sols

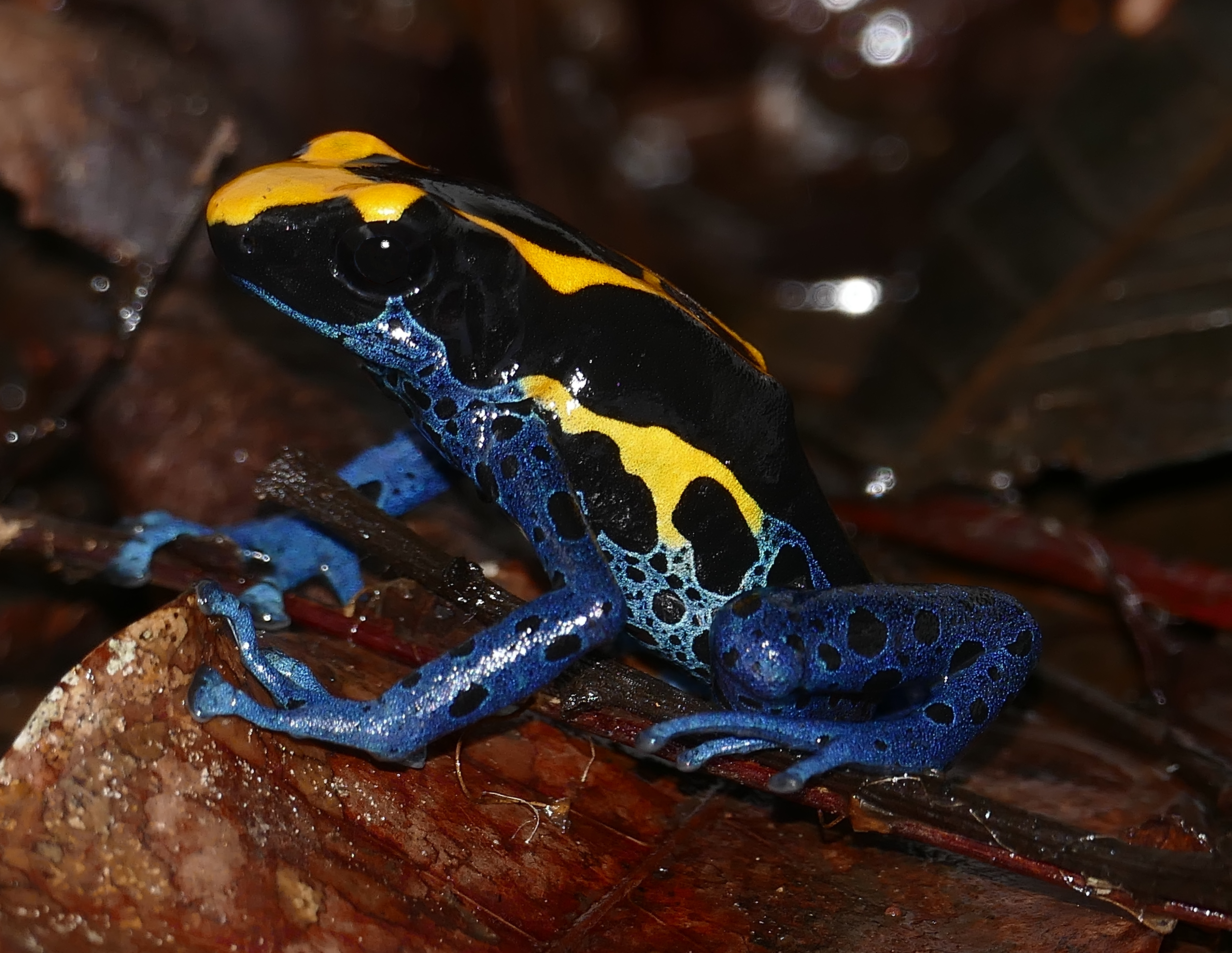
La déforestation de la forêt amazonienne menace beaucoup d'espèces comme les grenouilles dendrobates, qui sont très sensibles aux changements environnementaux (image : Dendrobates tinctorius).

Bien que peu fertiles, la majorité des terres amazoniennes non inondables (terra firme) sont parsemées de poches de bonnes terres (terra roxa). Mais ces terres, sous l'influence de l'activité humaine, sont devenues des anthrosols (milieux naturels transformés par l'homme), enrichis par l'accumulation progressive de déchets et de cendres. Une partie des bonnes terres restantes sont cultivées par l'homme, ce qui met en danger la forêt amazonienne et l'éloigne de sa naturalité.
L'écosystème forestier est vulnérable au moindre changement local, tel que sécheresse, déforestation, ouverture de la canopée. Ces derniers assèchent les strates, détruisent les micro-organismes assurant le renouvellement organe-minéral, et induisent une érosion du sol et le lessivage des éléments nutritifs. Un effondrement de la biomasse est constatée dans les parcelles fragmentées

### Mise en valeur
L'Amazonie n'est pas propice à l'agriculture intensive, mais elle possède les ressources nécessaires pour nourrir les Indiens d'Amazonie. Une agriculture intensive semble néanmoins localement possible (voir à ce sujet terra preta).
Les terres amazoniennes sont utilisées pour augmenter les surfaces de gigantesques exploitations agricoles consacrées au soja (transgénique en général) ou à l'élevage extensif de bovins dont les terres sont défendues par des pistoleros, sortes de gardes privés chargés de protéger la propriété foncière. Ils s'opposent notamment à des mouvements comme le MST.
Des recherches faites après 1966 ont montré que le sous-sol recèle de nombreuses richesses (dont pétrole et or).

### Réseau routier
L'Amazonie est traversée par de nombreuses routes et autoroutes, pour la plupart illégalement construites par les exploitants forestiers pour accéder au cœur de la forêt et aux essences rares. Ce réseau de plus de 170 000 km permet le transport du bois et des bûcherons, mais il est aussi une source de fragmentation écologique et permet aussi aux grands propriétaires de s'approprier illégalement les terres qui longent ces axes, souvent en falsifiant les titres de propriétés ou en usant de la corruption (ces actes d'appropriation se nomment grilagem).
Seules quelques voies de communication sont officielles comme :
- la Transamazonienne (BR-230) traversant le Brésil d'est en ouest ;
- la BR-163 dite « autoroute du soja » va du Mato Grosso au sud au Pará au nord ;
- L'autoroute Belém-Brasilia (créée en 1960).

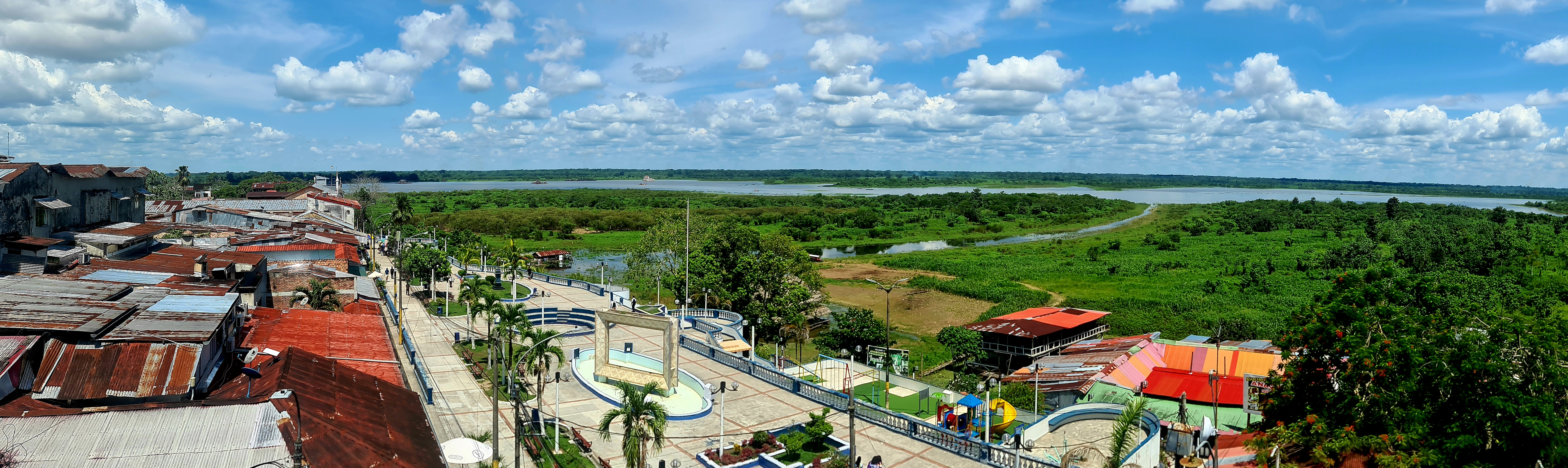
Située au sein de l'Amazonie péruvienne et peuplée de plus de 400 000 habitants, l'aire urbaine d'Iquitos est la plus grande au monde qui ne soit pas accessible par la route, mais uniquement par avion ou bateau.

## La forêt amazonienne n'est pas le poumon de la Terre
Au début des années 1970, une mauvaise interprétation d’une interview téléphonique de Harald Sioli, chercheur allemand connu pour ses travaux pionniers sur l'écologie amazonienne, conduit la presse brésilienne à adopter la métaphore anthropocentrique de « poumon du monde » pour désigner cette forêt.
Il est courant de parler de « poumon de la Terre » ou de « poumon vert » pour évoquer le rôle de production d'oxygène de l'Amazonie, en affirmant parfois qu'elle produirait 50 % de l'oxygène de la planète ou 20 %. En réalité le phytoplancton océanique, via la photosynthèse produit de 60 à 80 % de l'oxygène atmosphérique (ce qui vaut aux océans d'être qualifiés de « poumon bleu »),. Ces métaphores sont inexactes (le poumon ne produit pas d'oxygène, il en consomme via la respiration). Enfin, la forêt amazonienne quand elle est proche de son climax, est à peu près en équilibre sur elle-même : le bilan de photosynthèse-respiration pour cet écosystème est alors nul du point de vue de l'oxygène.
Les arbres puisent dans l'atmosphère le CO2 qu'ils décomposent pour retenir le carbone et rejeter l'oxygène, contribuant au puits de carbone, mais l'Amazonie se dégrade et n'atténue plus, de ce point de vue, l'ampleur du réchauffement climatique. Des travaux publiés en 2019, confirmant des études précédentes,, achèvent ce mythe du « poumon vert tropical »,,. Les stocks de carbone de la biomasse aérienne produits dans les régions tropicales (notamment les forêts préservées au centre des bassins d'Amazonie et du Congo) sont négativement compensés par les pertes liées à la déforestation (voir déforestation du bassin amazonien) ou au dépérissement, notamment lié au réchauffement (en particulier les sécheresses caractéristiques des années El Niño),,. « En Amazonie, la déforestation contribue au réchauffement climatique en provoquant près de 20 % des émissions mondiales de dioxyde de carbone ». Les grandes forêts tropicales, qui contiennent un tiers des trois trillions d'arbres présents sur la planète, et qui étaient autrefois des puits de carbone dans la biomasse aérienne, « deviennent globalement neutres. Elles pourraient même devenir une source de carbone atmosphérique dans un proche avenir, accélérant ainsi le réchauffement climatique ». En raison d'une forte baisse des précipitations sur l'Amazonie orientale (sans doute une conséquence du réchauffement climatique) et d'un accroissement des feux naturels ou provoqués par l'homme, la forêt amazonienne serait devenue au XXIe siècle une source plutôt qu'un puits de CO2.
La forêt amazonienne, en tant que forêt tropicale humide, est par contre un « climatiseur de la terre ».